# Ichneumon mystificans
Ichneumon mystificans là một loài tò vò trong họ Ichneumonidae.